# Vía Complutense
La Vía Complutense es una de las principales avenidas de Alcalá de Henares (Comunidad de Madrid - España) que recorre la ciudad de oeste a este, hasta llegar a la A-2 en el Centro Comercial La Dehesa. Anteriormente fue la N-II, hasta que se construyó la actual circunvalación alrededor de la población.

## Tramos
La Vía Complutense nace al oeste en la plaza de las Veinticinco Villas, como continuación de la Avenida de Madrid. Hacia el este finaliza en otra rotonda cercana al Centro Comercial La Dehesa, que continúa con la calle Concha Espina en sentido Guadalajara. Hasta finales del siglo XX las tres calles formaban la antigua carretera nacional, que atravesaba la ciudad.

### Murallas y Parque O'Donnell
Al oeste aparece el recinto amurallado del Palacio Arzobispal y enfrente la fábrica de Roca, en ese trayecto se presenta el primer tramo del Museo de Escultura al Aire Libre que luego continúa en hacia el este de la avenida, y por la calle de Andrés Saborit. Aquí encontramos importantes obras de esta exposición permanente, como la de Amadeo Gabino o la  de José Luis Sánchez.

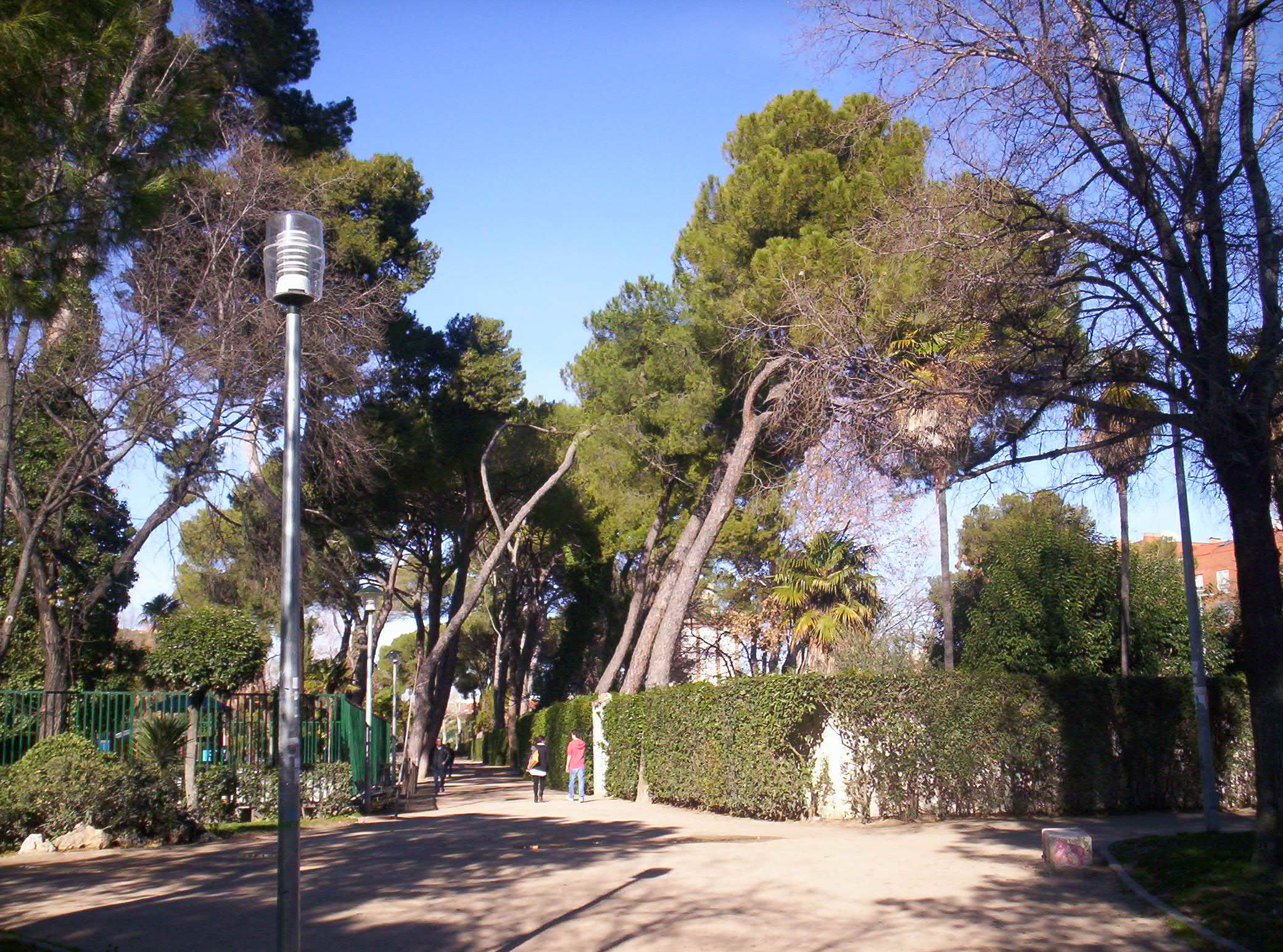
Interior del Parque O'Donnell

Hacia el norte de la avenida se abre el Paseo de los Pinos, que delimita al parque O'Donnell conocido popularmente por el sobrenombre del Parque de los Patos, debido a que en una zona infantil había un estanco con dichas aves, pero que se retiraron por miedo de la gripe aviaria. Hacia el sur está el Arco de San Bernardo, que da entrada al casco histórico por la plaza de las Bernardas, localización del Museo Arqueológico Regional de la Comunidad de Madrid, el Convento de las Bernardas y el Palacio arzobispal de Alcalá de Henares.

### Principal y Quinta de San Luis
Entre la calle Luis Astrana Marín y el paseo de la Estación no hay más de 700 metros, pero es la parte más transitada, con los lugares de interés y comercios más importantes. Además, desde el cruce con la calle de Astrana Marín se acaba el primer tramo del Museo de Escultura al Aire Libre de Alcalá de Henares. Desde dicho cruce se pasa por la plaza de la Cruz Verde hasta el número 19 donde está el Teatro Margarita Xirgu y la sede local de Comisiones Obreras. En esta sala se ofrecen importantes espectáculos culturales y sociales. En la misma acera esta la sede de  Aguas de Alcalá, que es una corporación del Ayuntamiento que gestiona la distribución del agua potable en la ciudad.
A unos 100 metros esta la plaza de Atilano Casado que conecta la vía Complutense con la calle Libreros. Es una plaza recoleta, en la que destaca el Palacio de los Casado, antiguo Hospital de San Nicolás y San Lucas en el que se atendía a los alumnos enfermos de la Universidad de Alcalá hasta su desamortización en el siglo XIX.
Enfrente del Palacio, está la Casa de Cultura y la Concejalía de Medio Ambiente, entre un pequeño jardín que es un oasis en calurosos días de verano. A continuación de la plaza de Atilano Casado y de la Casa de la Cultura y de la Concejalía, está la Plaza de San Lucas y el aparcamiento subterráneo homónimo. Este aparcamiento abarca 507 metros cuadrados siendo el más grande de la ciudad. Cuenta con 4 plantas de aparcamiento para residentes y turistas. Su acceso principal se encuentra en esta avenida. Fue finalizado a principios de 2010.

### Simago
Es el tramo más pequeño, pero con el mayor ancho de acera (28,5 metros) con lo cual el espacio para los vehículos es menor. El aumento de acera se debe al tercer tramo del Museo al Aire Libre, que tiene menos piezas. Aquí se localiza un importante centro comercial, inicialmente denominado "Simago" y en la actualidad Carrefour.
En este tramo se sitúa el intercambiador de autobuses de Alcalá, que facilita el transporte por el Corredor del Henares y con parte de la Comunidad de Madrid y de la Provincia de Guadalajara.

### Pryconsa y polígonos industriales
Los siguientes dos kilómetros desde el cruce con la avenida Caballería Española, se pasa por el barrio de Pryconsa, con una acera más estrecha y con un aumento de la velocidad a 50 km/h. Desde la calle Tuy, todos los solares, excepto dos bloques de viviendas residenciales construidos en la década de los 2000, y alguna vivienda baja, herencia de las antiguas casas del lateral de la antigua N-II, están ocupados por talleres y concesionarios de automóviles. Desde el cruce con la calle Ávila, donde está la Concejalía de Servicios y Obras, existen varias industrias. Finalizando la Vía Complutense en el enlace con la A-2.

## Transportes
Es una avenida muy importante y transitada al ser el eje oeste-este de la ciudad; por ella circulan numerosas líneas urbanas e interurbanas. En 2025 se aprobó el Plan Especial de la Estación de Autobuses Interurbanos en Alcalá, infraestructura que se ubicará en el número 132 de la Vía Complutense.
| Línea   | Recorrido                                                           |
| ------- | ------------------------------------------------------------------- |
| 1A      | Circular Alcalá de Henares (en sentido horario)                     |
| 1B      | Circular Alcalá de Henares (en sentido antihorario)                 |
| 2       | Puerta de Santa Ana - Universidad / Hospital                        |
| 5       | Plaza de la Paz - Nueva Rinconada                                   |
| 10      | Vía Complutense Centro - Espartales Norte                           |
| 11      | La Garena - Estación de Alcalá Universidad                          |
| 222     | Madrid (Avenida de América) – Meco                                  |
| 223     | Madrid (Avenida de América) – Alcalá de Henares                     |
| 231     | Alcalá de Henares - Urbanización Zulema - El Viso                   |
| 232     | Alcalá de Henares – Torres de la Alameda                            |
| 251     | Torrejón de Ardoz – Valdeavero - Alcalá de Henares                  |
| 252     | Torrejón de Ardoz – Daganzo - Alcalá de Henares                     |
| 254     | Valdeolmos / Fuente el Saz – Alcalá de Henares                      |
| 255     | Valdeavero – Camarma de Esteruelas - Alcalá de Henares              |
| 260     | Alcalá de Henares - Ambite - Orusco                                 |
| 824     | Madrid (Aeropuerto) - Torrejón de Ardoz - Alcalá de Henares         |
| FS2     | Torrelaguna - Alcalá de Henares                                     |
| VAC-243 | Madrid (Avenida de América) – Guadalajara                           |
| N200    | Alcalá de Henares - Villalbilla - Alcalá de Henares                 |
| N202    | Madrid (Avenida de América) – Torrejón de Ardoz - Alcalá de Henares |

## Comercio
Salvo el primer tramo de las murallas, gran parte de los locales alrededor de la avenida están abiertos. Existen sucursales bancarias y grandes superficies comerciales nacionales y multinacionales tales como Carrefour o Mercadona; además, hay numerosos bares, restaurantes, tiendas, etc.